# Cuthbert Jacobs
Cuthbert E. Jacobs (ur. 5 stycznia 1952) – lekkoatletyka, pochodzący z Antigui i Barbudy, specjalizujący się w biegach sprinterskich.
Reprezentował swój kraj na Letnich Igrzyskach Olimpijskich 1976 w biegu na 200 metrów (odpadł w ćwierćfinale) i sztafecie 4 × 400 metrów (odpadł w eliminacjach).